# El Capi Pérez
 Carlos Alberto Pérez Ibarra (Aguascalientes, México; 20 de diciembre de 1986)conocido por las iniciales de su nombre completo como El Capi Pérez, es un comediante y presentador de televisión mexicano.

## Biografía
Nació el 20 de diciembre de 1986 en la ciudad de Aguascalientes, México. Es egresado de la Universidad Autónoma de Aguascalientes como Licenciado en Comunicación 
Inició su carrera como presentador en la televisora de TV Azteca Aguascalientes en donde conducía un programa de música grupera llamado Echele Primo. En 2011 el equipo de TV Azteca, decidió mandar a un equipo de presentadores a la ciudad de Guadalajara para cubrir los Juegos Panamericanos que se estaban celebrando en aquella ciudad.
Mientras el Capi se encontraba trabajando en esta ciudad, fue descubierto por un productor de TV Azteca quien decidió darle un lugar en el programa Deberían estar trabajando en Azteca 7 en donde laboraba como reportero. Aquí alcanzó repercusión tras una conferencia que ofreció el productor mexicano Alfonso Cuarón para la presentación de su película Gravity en donde el Capi le preguntó: ¿Qué fue lo más difícil de las grabaciones en el espacio? hecho por el cual se hizo viral en redes sociales.
En 2014 se integró al programa matutino de Venga la alegría tras la salida del presentador Mauricio Mancera. 
En 2024 se anunció que conducirá el programa "100 mexicanos" en Tv Azteca.

## Vida personal
El 28 de abril de 2018 contrajo matrimonio con Itzel Barro, conocida en redes sociales como @holaenfermera.[cita requerida]

## Filmografía

### Televisión
| Año           | Título                      | Personaje    | Ref.   |
| ------------- | --------------------------- | ------------ | ------ |
| 2024-presente | 100 Mexicanos               | Conductor    | [ 11 ] |
| 2023-presente | Pasteleros contra el tiempo | Conductor    | [ 12 ] |
| 2019 - 2022   | LOL; Last One Laughing      | Participante | [ 13 ] |
| 2014-presente | Venga la alegría            | Conductor    | [ 14 ] |
| 2014-presente | La Resolana                 | Conductor    | [ 15 ] |
| 2014 - 2015   | El Hormiguero MX            | Colaborador  | [ 16 ] |
| 2013 - 2014   | Deberían estar trabajando   | Reportero    |        |